# 1468
1468 (MCDLXVIII) je bilo prestopno leto, ki se je po julijanskem koledarju začelo na petek.

## Dogodki
- 1. januar

## Rojstva
- Čaitanja Mahaprabhu, indijski reformator hinduizma in mistik († 1534)

## Smrti
- Abulhajr kan, vladar Uzbeškega kanata  (* 1412)